# Lód V

Diagram fazowy wody w szerokim zakresie ciśnień

Lód V – jednoskośna odmiana lodu, stabilna w pośrednim zakresie ciśnień (około 345 – 630 MPa) i temperatur (od -24 do ok. 0 °C).

## Charakterystyka
W krysztale takiego lodu cząsteczki wody tworzą pierścienie zawierające 4, 5, 6 i 8 cząsteczek w każdej komórce elementarnej. Wiązania wodorowe nie są w nim uporządkowane przestrzennie; odmiana polimorficzna tego lodu o uporządkowanych wiązaniach to lód XIII. Lód ten powstaje w wyniku ochładzania wody w ciśnieniu 500 MPa do 253 K (-20 °C). Gęstość takiego lodu jest większa od gęstości ciekłej wody i równa 1,24 g/cm³; względna przenikalność elektryczna jest większa niż dla lodu heksagonalnego (Ih) i równa około 144.
Lód V ma punkty potrójne z ciekłą wodą i lodem III (-16,986 °C, 350,1 MPa), wodą i lodem VI (-0,16 °C, 632,4 MPa), lodem II i lodem III (-24,3 °C, 344,3 MPa) oraz lodem II i lodem VI (oceniany na -55 °C, 620 MPa).